# Artio Chasma
L'Artio Chasma è una struttura geologica della superficie di Venere.